# Lista över fornlämningar i Kristianstads kommun (Linderöd)
Lista över fornlämningar i Kristianstads kommun (Linderöd) är en förteckning av ett urval av de fornlämningar som finns i Linderöd i Kristianstads kommun.
| Namn          | Lämningstyp                 | Tillkomsttid | Historisk indelning | Plats | Läge                 | ID-nr          | Bild                                 |
| ------------- | --------------------------- | ------------ | ------------------- | ----- | -------------------- | -------------- | ------------------------------------ |
| Linderöd 9:1  | Gravfält                    |              | Linderöd, Skåne     |       | 55.952385, 13.816994 | 10108300090001 | Ladda upp en bild av detta fornminne |
| Linderöd 10:1 | Grav markerad av sten/block |              | Linderöd, Skåne     |       | 55.954147, 13.817603 | 10108300100001 | Ladda upp en bild av detta fornminne |
| Linderöd 11:1 | Röse                        |              | Linderöd, Skåne     |       | 55.939941, 13.814845 | 10108300110001 | Ladda upp en bild av detta fornminne |
| Linderöd 26:1 | Stensättning                |              | Linderöd, Skåne     |       | 55.938731, 13.819783 | 10108300260001 | Ladda upp en bild av detta fornminne |
| Linderöd 57:1 | Stensättning                |              | Linderöd, Skåne     |       | 55.950746, 13.813732 | 10108300570001 | Ladda upp en bild av detta fornminne |
| Linderöd 65:1 | Stensättning                |              | Linderöd, Skåne     |       | 55.917286, 13.805689 | 10108300650001 | Ladda upp en bild av detta fornminne |
| Linderöd 137  | Stensättning                |              | Linderöd, Skåne     |       | 55.921121, 13.783365 | 12000000049963 | Ladda upp en bild av detta fornminne |
| Linderöd 138  | Stensättning                |              | Linderöd, Skåne     |       | 55.925343, 13.813196 | 12000000049964 | Ladda upp en bild av detta fornminne |
| Linderöd 140  | Stensättning                |              | Linderöd, Skåne     |       | 55.925379, 13.813195 | 12000000049966 | Ladda upp en bild av detta fornminne |
| Linderöd 141  | Stensättning                |              | Linderöd, Skåne     |       | 55.929189, 13.839812 | 12000000049967 | Ladda upp en bild av detta fornminne |
| Linderöd 142  | Stensättning                |              | Linderöd, Skåne     |       | 55.945223, 13.864017 | 12000000049968 | Ladda upp en bild av detta fornminne |